# US Lusitanos Saint-Maur
Union Sportive Luistanos Saint-Maur hoặc US Lusitanos Saint-Maur là một câu lạc bộ bóng đá Pháp có trụ sở tại Saint-Maur-des-Fossés. Câu lạc bộ được thành lập vào năm 1966 bởi những người nhập cư Bồ Đào Nha làm việc trong một nhà máy ở thị trấn. Đội thi đấu tại sân Stade Adolphe-Chéron. Đội đã hai lần thi đấu tại Championnat National, cấp độ thứ ba của bóng đá Pháp và vào năm 2002, đội đã lọt vào vòng 16 đội ở Coupe de France.

## Lịch sử
US Lusitanos Saint-Maur được thành lập vào năm 1966 bởi Jose Lebre, trong số cộng đồng người nhập cư Bồ Đào Nha ở thị trấn Saint-Maur-des-Fossés. Ban đầu câu lạc bộ bao gồm toàn bộ người Bồ Đào Nha thế hệ đầu tiên, nhưng trước đó, cần phải tuyển dụng người nhập cư thế hệ thứ hai có quốc tịch Pháp để mở rộng quy mô.
Năm 1975 Armand Lopes, một trong những nhà tài trợ của câu lạc bộ, đã tiếp quản và đặt mục tiêu cho câu lạc bộ vươn lên các giải đấu quốc gia trong vòng năm năm. Việc này mất nhiều thời gian hơn so với kế hoạch, nhưng họ đã đến National 3 mới thành lập vào năm 1993, với tư cách là nhà vô địch của Division d'Honneur ở khu vực Paris. Họ đã được thăng hạng lên National 2 mùa tiếp theo, và hai mùa sau đó đã lên thi đấu tại Championnat National, bộ phận nghiệp dư cao nhất trong cả nước.
Sau khi kết thúc vị trí thứ tư ở muà giải đầu tiên, câu lạc bộ di chuyển lên xuống giữa Championnat National và Championnat de France Amateur, giờ là National 2. Trong mùa giải 2001-02, trở lại Championnat National, họ đã chạm tới vòng 1/16 Coupe de France, đánh bại Girondins de Bordeaux của Ligue 1 ở vòng 1/32.
Đội đã phải chịu một cuộc xuống hạng khác trở lại CFA vào năm 2002, và do sự sáp nhập thất bại với US Créteil-Lusitanos và không đăng ký đúng đội, họ đã xuống hạng chính thức đến Divisioni Supérieure Régionale của khu vực Paris.. Đội ở lại trong bóng đá khu vực trong hơn một thập kỷ. Năm 2012 Arthur Machado được bầu làm chủ tịch, tái cấu trúc câu lạc bộ.
Câu lạc bộ đã được thăng hạng một lần nữa lên Championnat de France Amateur 2 (giải hạng 5) vào năm 2015 và tới CFA năm 2016.